# Why Worry?
Why Worry? (bra Por Que Se Preocupar?) é um filme mudo norte-americano de 1923, do gênero comédia de ação, dirigido por Fred C. Newmeyer e Sam Taylor e estrelado por Harold Lloyd.

## Elenco

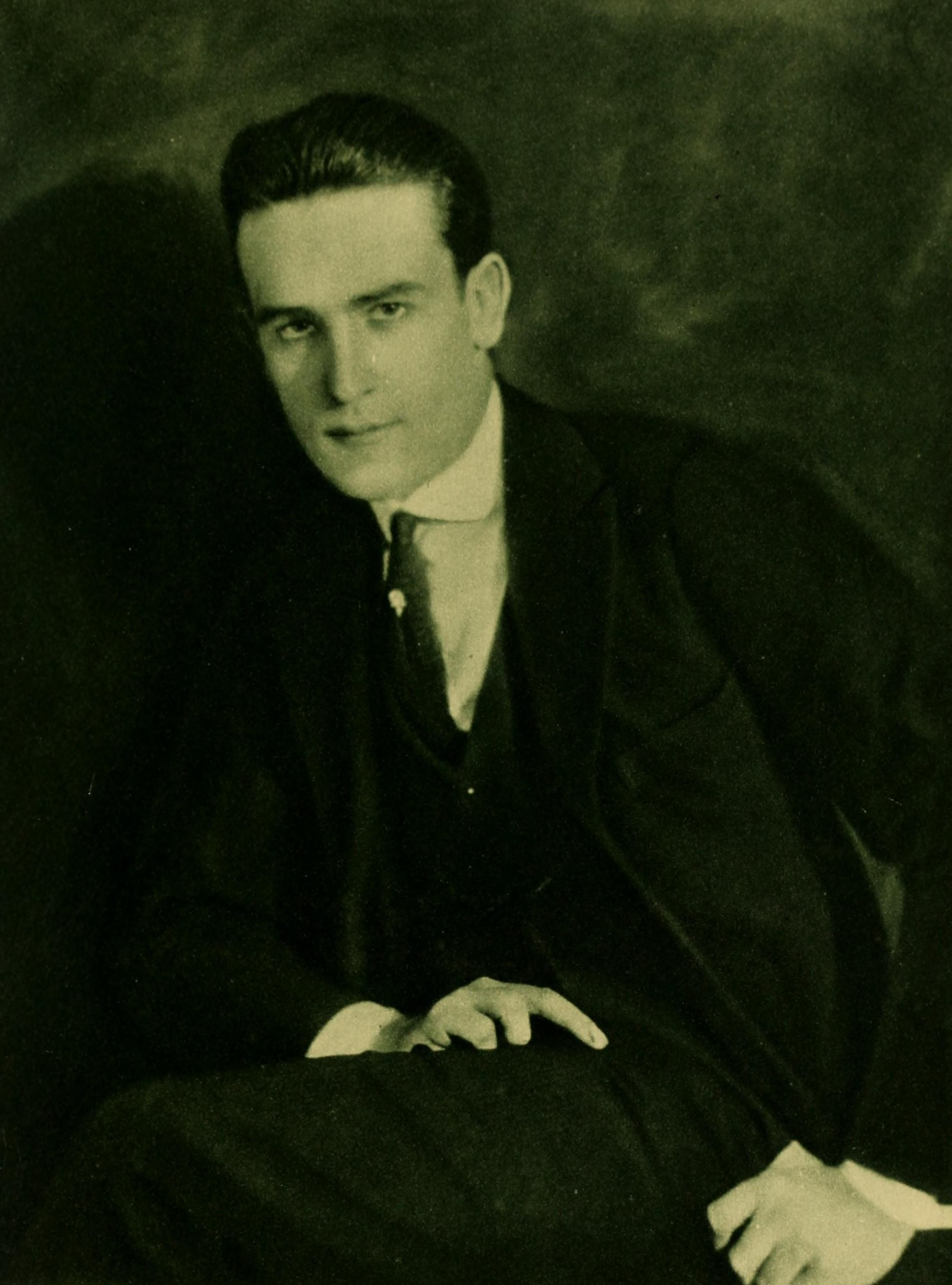
Harold Lloyd

- Harold Lloyd - Harold Van Pelham
- Jobyna Ralston - enfermeira
- John Aasen - Colosso
- Jim Mason - Jim Blake